# フランツ・クサーヴァー・ヴォルトマン
フランツ・クサーヴァー・ヴォルトマン (ドイツ語:Franz Xaver Wortmann 1921年9月24日 - 1985年1月16日)は、20世紀後半に翼型の分野で業績を残したドイツ人空気力学者である。

## 来歴
第二次世界大戦後、ヴォルトマンはドイツ空軍でパイロットおよび機上偵察員として過ごした。当時、彼はミュンスターとシュトゥットガルトで物理学を研究していた。流体力学分野で学位論文を作成した後、1955年に工学の博士号を、1963年には大学教授資格を取得した。
1950年代後半から1960年代に掛けて、ヴォルトマンは、リヒャルト・エップラー、ディーター・アルトハウスと共に逆問題設計法を用いた層流翼型開発の分野で草分け的な研究を行った。ヴォルトマンが設計した翼型は、彼の名前であるフランツ・クサーヴァー(Franz Xaver)に由来した「FX」を名称に含むことで知られている。これらの翼型は、第1世代、第2世代の繊維強化プラスチック(FRP)製グライダーの多くに使用された。1980年代初頭までに成功した多くのグライダーで、ヴォルトマン翼型を基にした主翼が採用された。
1974年、ヴォルトマンはシュトゥットガルト大学のInstitute of Aerodynamics and Gas Dynamics(空気力学・ガス力学研究所)の所長に就任し、主に乱流について研究を行った。